# Клещи (инструмент)
Кле́щи — инструмент в виде рычажных щипцов, обычно с длинными ручками, соединёнными на шарнире и короткими губками, смыкающимися на небольшом протяжении плоскими или заострёнными поверхностями. 
Выделяют столярные клещи для вытаскивания вбитых гвоздей, кузнечные клещи для держания раскалённого металла, электроизмерительные клещи. К сходным по конструкции, но отличающимися по форме рабочих поверхностей инструменты относят кусачки и пассатижи.

## История
В период развития цивилизаций происходило создание ручного инструмента для облегчения какой-либо деятельности человека.
Так появились клещи сапожные — для вытягивания игл, натягивания кожи и так далее; кузнечные клещи — для держания раскалённого металла; столярные клещи — для вытаскивания вбитых гвоздей; клещи обжимные (кримпер); клещи для опрессовки и так далее.

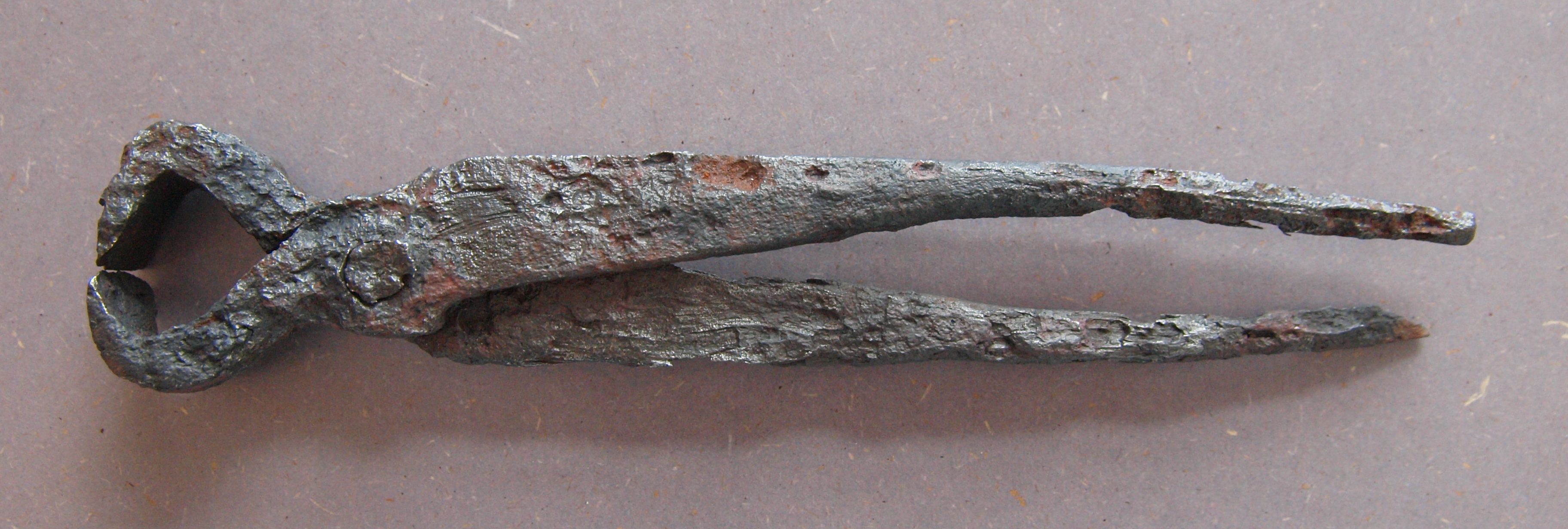
Археологическая находка XV — XVI столетия, Гамбург
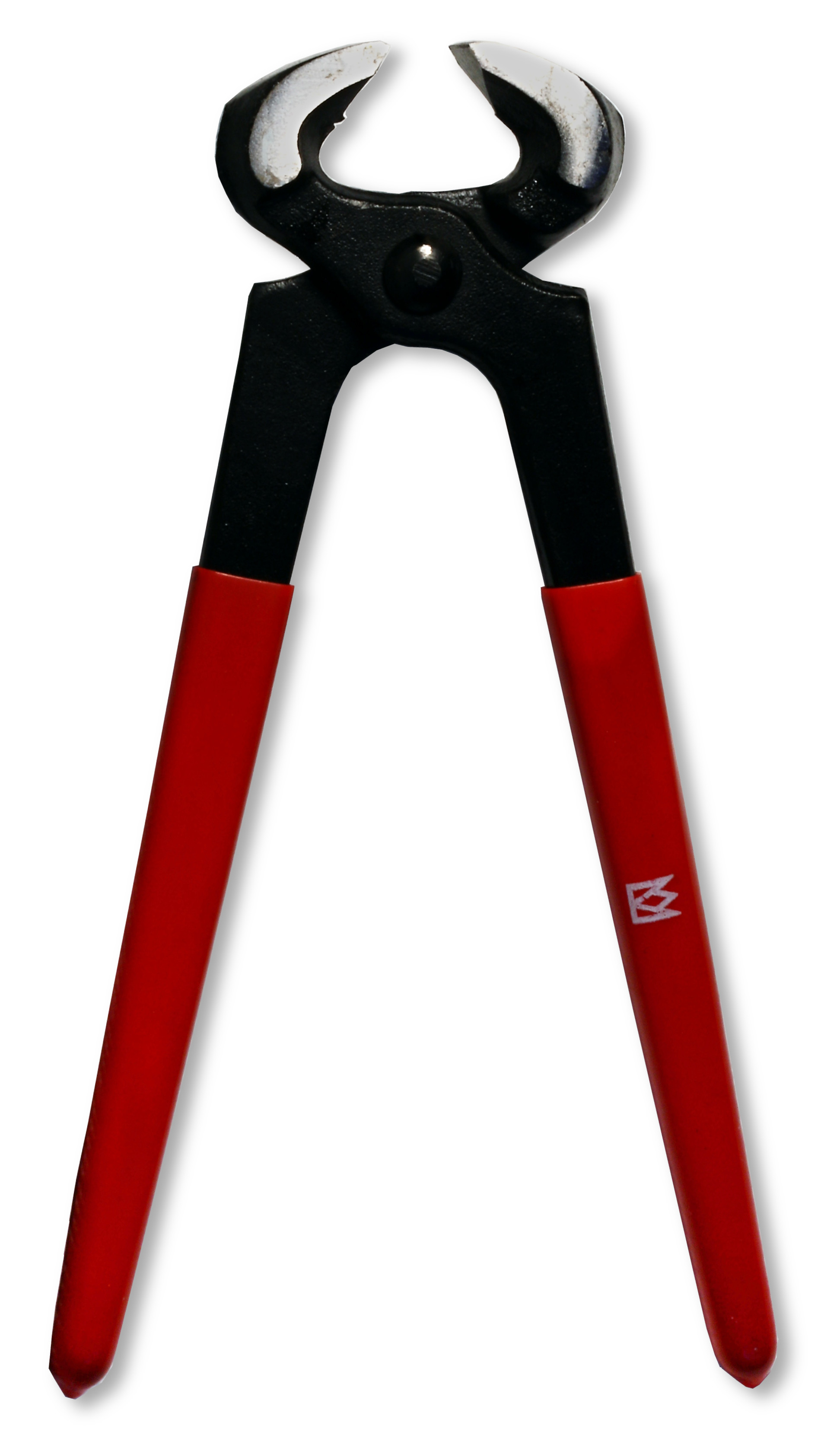
Столярные клещи
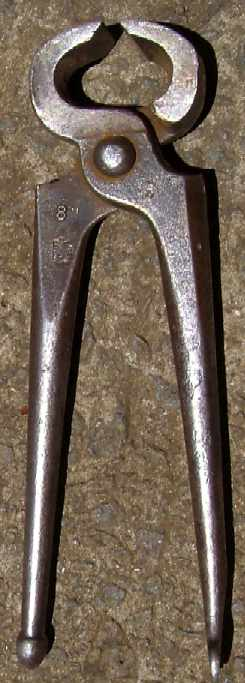
Комбинированные клещи, то есть имеющие различные приспособления, на ручках

### Электроизмерительные клещи
Электроизмерительные клещи — прибор для измерения силы тока в сильноточных и высоковольтных линиях без электрического контакта с токонесущими проводами. Головка электроизмерительных клещей представляет собой разъёмный сердечник из ферромагнитного материала с расположенной на нём катушкой индуктивности. Прибор оснащён изолирующими ручками и пружинным механизмом, что придаёт ему сходство с клещами. При измерениях токонесущий провод охватывается сердечником и вместе с катушкой индуктивности образует измерительный трансформатор, первичной обмоткой служит токонесущий провод, а вторичной — катушка индуктивности, к которой подключён стрелочный электроизмерительный прибор переменного тока.